# قياس بيولوجي بعادي
يتضمن القياس البيولوجي البعادي أو القياس الطبي عن بعد تطبيق القياس عن بعد في علم الأحياء والطب والرعاية الصحية الأخرى لرصد مختلف العلامات الحيوية للمرضى الإسعافيين عن بعد.

## تطبيق
الاستخدام الأكثر شيوعا لقياس البيوكيميائية هو في وحدات مخصصة للعدّل عن بعد من العناية بالقلب أو وحدات التزلّي في المستشفيات. على الرغم من أن أي إشارة فسيولوجية يمكن أن تنتقل عمليا، يقتصر التطبيق عادة على مراقبة القلب وتشبع الاكسجين.
يتزايد استخدام القياس البيولوجي لفهم الحيوانات والحياة البرية من خلال قياس علم وظائف الأعضاء والسلوك والوضع النشط عن بعد. ويمكن استخدامه لفهم الطريقة التي تهاجر بها الحيوانات، وكذلك البيئة التي تعاني منها من خلال قياس المتغيرات اللاأحيائية، وكيف تؤثر على حالتها الفسيولوجية من خلال قياس المتغيرات الحيوية مثل معدل ضربات القلب ودرجة الحرارة. يمكن أن تكون أنظمة القياس عن بعد إما متصلة خارجياً بالحيوانات، أو توضع داخلياً، مع أنواع الإرسال للأجهزة التي تعتمد على البيئة التي يتحرك فيها الحيوان. على سبيل المثال، لدراسة حركة إشارات الحيوانات السباحة باستخدام الإرسال الراديوي أو الإرسال بالموجات فوق الصوتية غالباً ما تستخدم ولكن يمكن تتبع الحيوانات البرية أو الطائرة مع نظام التموضع العالمي والإرسال عبر الأقمار الصناعية.

## مكونات نظام القياس البيولوجي
يتألف نظام القياس البيولوجي النموذجي من:
- أجهزة الاستشعار المناسبة للإشارات المعينة التي يتعين رصدها.
- بطارية تعمل بالطاقة، المريض يرتديها أجهزة الإرسال.
- هوائي راديوي ومستقبل.
- وحدة عرض قادرة على تقديم المعلومات من عدة مرضى في وقت واحد.

## تاريخ
بعض الاستخدامات الأولى لأنظمة القياس البيولوجي تعود إلى سباق الفضاء المبكر، حيث تم نقل الإشارات الفسيولوجية التي تم الحصول عليها من الحيوانات أو الركاب البشريين مرة أخرى إلى الأرض لتحليلها (اسم الشركة المصنعة للجهاز الطبي سبيس لابز للرعاية الصحية هو انعكاس لبدئها في عام 1958 لتطوير أنظمة القياس الحيوي لبرنامج الفضاء الأمريكي المبكر).
وقد استخدم القياس البيولوجي الحيواني منذ الثمانينات على الأقل. وقد تقدم القياس البيولوجي الحيواني الآن ليس فقط لفهم علم وظائف الأعضاء وحركة الحيوانات الحرة، ولكن أيضا كيف تتفاعل الحيوانات المختلفة، على سبيل المثال، بين الحيوانات المفترسة والفريسة.

## اتجاهات حالية
بسبب اكتظاظ الطيف الراديوي بسبب إدخال التلفزيون الرقمي مؤخرا في الولايات المتحدة والعديد من البلدان الأخرى، بدأت هيئة الاتصالات الفيدرالية وكذلك وكالات مماثلة في أماكن أخرى مؤخرا في تخصيص نطاقات تردد مخصصة للاستخدام الحصري لقياس التليفون الحيوي، على سبيل المثال، خدمة القياس عن بعد الطبية اللاسلكية. وقد عينت لجنة الاتصالات الفدرالية الجمعية الأمريكية لهندسة الرعاية الصحية التابعة لجمعية المستشفيات الأمريكية كمنسق تردد في خدمة القياس عن بعد الطبية اللاسلكية.
بالإضافة إلى ذلك، هناك العديد من المنتجات التي تستخدم أجهزة الراديو القياسية المتاحة عادة مثل بلوتوث وآي تربل إي 802.11.

## روابط خارجية
- International Society on Biotelemetry
- FCC guidance on biotelemetry